# Paulo Moura
Paulo Moura (* 15. Juli 1932 in São José do Rio Preto; † 12. Juli 2010 in Rio de Janeiro) war ein brasilianischer Klarinettist, Saxophonist und Komponist, der zu den führenden Interpreten des Choro und Populisatoren der Música Popular Brasileira gehörte.

## Leben und Wirken
Moura, der aus einer musikalischen Familie stammt (sein Vater leitete eine Tanzkapelle), erhielt ab dem neunten Lebensjahr Klarinettenunterricht und trat mit 13 Jahren im Ensemble seines Vaters auf. Nach dem Umzug der Familie nach Rio de Janeiro studierte er mit 18 Jahren am Nationalen Konservatorium. Nachdem er das gesamte Studium in zwei Jahren absolviert hatte, setzte er seine Studien in Musiktheorie, Harmonielehre und Kontrapunkt privat bei Paulo Silva, bei Guerra Peixe, bei Moacir Santos und im Jazz bei Maestro Cipó fort. Mit 19 Jahren war er Mitglied des Orchesters von Osvaldo Borba, dann von Zacarias e Sua Orquestra. Daneben führte er Webers Klarinettenkonzert mit dem Orquestra Sinfônica Nacional auf. 1953 ging er mit dem Orquestra Ary Barroso auf Mexiko-Tournee; im Folgejahr spielte er im Conjunto Guio de Morais. 1956 nahm er mit Paganinis Moto Perpetuo seine erste Platte auf, der zahlreiche weitere Alben unter eigenem Namen und mit anderen brasilianischen Musikern folgten. 1958 holte ihn Rádio Nacional (Radiobrás) für zwei Jahre als Orchestrator und Dirigent. 1959 wurde er Erster Klarinettist im Städtischen Theaterorchester von Rio de Janeiro (diese Position begleitete er 17 Jahre). 1962 nahm er mit Baden Powell auf und trat mit dem Conjunto Bossa-Rio von Sérgio Mendes in der New Yorker Carnegie Hall beim legendären Bossa Nova Festival auf; im selben Jahr war er auch an den Aufnahmen zum Album Cannonball's Bossa Nova von Cannonball Adderley beteiligt.
Als Soloist konzertierte er im New Yorker Lincoln Center ebenso wie in Russland und Lateinamerika; unter anderem wurde er vom Orquestra Sinfônica Brasileira (das auch seine eigenen Werke aufführte) und vom Orquestra Sinfônica do Estado de São Paulo begleitet. Mit seinem Choro-Trio und mit seinem Gafieira-Orchester trat er auch in Europa auf; 1982 war er auf den Berliner Jazztagen mit eigenem Ensemble zu hören. 1995 war er mit João Bosco und John Patitucci auf Tournee.
1997 gewann Moura den Prêmio Sharp für seine CD Pixinguinha: Paulo Moura e os Batutas.  Als erster brasilianischer Instrumentalist gewann Moura 2000 einen Latin Grammy (für dieses Album). 2008 wurde er mit seinem Album Para cá e Pra Lá für einen weiteren Latin Grammy nominiert. Als Dirigent und Arrangeur arbeitete er für brasilianische Musiker wie Elis Regina, Fagner, Taiguara, Milton Nascimento und Marisa Monte. Er war weiterhin als Berater des brasilianischen Musikrates tätig.
Er starb an den Folgen einer Krebserkrankung.

## Diskographische Hinweise
- Sweet Sax. RCA Victor, 1957.
- Escolha e Dance com Paulo Moura. Sinter Discos, 1959.
- Paulo Moura Interpreta Radamés Gnatalli. Continental, 1960.
- Tangos e Boleros. Chantecler, 1962.
- Paulo Moura e Quarteto. Equipe, 1968.
- Paulo Moura e Hecteto: Mensagem. Equipe, 1969.
- Paulo Moura e Hecteto: Fibra. Equipe, 1970.
- Pilantocracia. Equipe, 1971.
- Confusão Urbana, Suburbana e Rural. RCA Victor, 1976.
- Concertão. Kuarup, 1981.
- Paulo Moura e Clara Sverner. Odeon, 1983.
- Mistura e Manda. Kuarup, 1984.
- Gafiera Etc. e Tal. Kuarup, 1986.
- Paulo Moura e Clara Sverner Interpretam Pixinguinha. CBS, 1988.
- Quarteto Negro: Paulo Moura, Jorge Degas, Zezé Mota e Djalma Corrêa. Kuarup, 1988.
- Paulo Moura Interpreta Dorival Caymmi. Chorus, 1991.
- Rio Nocturne. Messidor, 1992.
- Dois Irmãos: Paulo Moura e Raphael Rabello. Milestone Records, 1992.
- Paulo Moura e Wagner Tiso. Tom Brasil, 1996.
- Paulo Moura e Os Batutas. Rob Digital, 1997 (Latin Grammy)
- Mood Ingenuo: Paulo Moura and Cliff Korman duo. Jazzheads, 1999.
- Paulo Moura visita Jobim e Gershwin. Pau Brasil, 2000.
- K-Ximblues. Rob Digital, 2002.
- Estação Leopoldina. MecBR, 2003.
- El Negro del blanco. Biscoito Fino, 2004.
- Paulo Moura & Armandinho AfroBossaNova (2008)